# Cantó de Nogent-sur-Marne
El cantó de Nogent-sur-Marne és un cantó francès del departament de Val-de-Marne, situat al districte de Nogent-sur-Marne. Des del 2015 té 2 municipis.

## Municipis
- Le Perreux-sur-Marne
- Nogent-sur-Marne (en part)

## Història
| Data d'elecció                           | Identitat            | Partit           | Qualitat |
| ---------------------------------------- | -------------------- | ---------------- | -------- |
| 1967-1988                                | Roland Nungesser     | UDR RPR          |          |
| 1988-                                    | Jacques J. P. Martin | RPR, després UMP |          |
| les dades anteriors no són pas conegudes |                      |                  |          |
|                                          |                      |                  |          |

## Demografia
| A partir de 1990: Població sense dobles comptes |